# Caliadne
Caliadne (in greco antico: Καλιάδνη?, Kaliàdnē) o Caliadna è un personaggio della mitologia greca, una naiade del fiume Nilo e probabilmente una delle figlie del dio-fiume Nilo.

## Mitologia
Caliadne fu una delle mogli di Egitto, madre di dodici dei suoi figli Euriloco, Fante, Peristene, Ermo, Driante (o Dria), Potamone, Cisseo, Lisso, Imbro, Bromio, Polittore e Ctonio. Questi sposarono le dodici delle cinquanta Danaidi che Danao aveva avuto da Polisso e sorella di Caliadne, le quali, durante la prima notte di nozze, assassinarono i loro rispettivi mariti su ordine del padre.